# Соколов, Пётр Алексеевич (генерал)
Пётр Алексеевич Соколов (генерал) (род. 17 июля 1945, село Суходол Чердаклинского района Ульяновской области) — советский и российский военачальник. Участник Афганской войны (1979—1989) и Первой чеченской войны. Командир дивизии, начальник военного училища. Генерал-майор.

## Биография
Родился 17 июля 1945 года в селе Суходол (Ульяновская область) Чердаклинского района Ульяновской области. В 1962 году окончил 10 классов Белоярской средней школы и поступил в ПТУ N 3 в г. Ульяновске, которое окончил в 1963 году. 

### Военная служба
Военную службу в Вооруженных силах СССР и проходил с 11 августа 1963 года.
- 11 августа 1963 — 27 июля 1967: курсант Казанского высшего танкового командного училища, Казань).

Служил на должностях от командира взвода до комбата.
- С 1974 по 1977 гг. обучался в Военной академии бронетанковых войск в Москве. Служил на должностях зам командира, командира полка.

С 10 августа 1984 по 10 августа 1986 гг. служил в Афганистане в должности заместителя командира 201-й мотострелковой дивизии.

### На высших должностях
- Командир 42-й гвардейской мотострелковой дивизии. Начальник Грозненского гарнизона Северо-Кавказского военного округа. В 1987 году 42-я гвардейская учебная мотострелковая Евпаторийская Краснознамённая дивизия была переформирована в 173-й гвардейский окружной учебный Евпаторийский Краснознамённый центр подготовки младших специалистов (мотострелковых войск).

- После Чечни  начальник Орджоникидзевского высшего общевойскового командного училища во Владикавказе.
- В декабре 1992 года получил новое назначение в Киргизию, Узбекистан, а затем в Таджикистан, где П.А. Соколов был назначен заместителем командующего миротворческими силами и получил задачу навести порядок в южных районах Таджикистана.

- После выполнения задачи в Таджикистане был назначен начальником Ульяновского суворовского военного училища (1994 — 2000)[1].

В 2000 году уволен в запас по выслуге лет с правом ношения формы.

### В запасе и в отставке
Жил и работал в Ульяновске. 
В Суходоле школа названа именем генерал-майора Петра Соколова.

## Семья
- Жена Галина Владимировна
- Старший сын Владимир
- Младший сын Андрей

## Знаки отличия
- Орден Красной Звезды
- Орден Мужества
- Орден Знак Почёта
- Медаль «В ознаменование 100-летия со дня рождения Владимира Ильича Ленина» (6 апреля 1970)
- Медаль «За укрепление боевого содружества»
- Юбилейная медаль «Двадцать лет Победы в Великой Отечественной войне 1941—1945 гг.»

- Медаль «Ветеран Вооружённых Сил СССР»(1990)[3]
- Юбилейная медаль «50 лет Вооружённых Сил СССР»
- Юбилейная медаль «60 лет Вооружённых Сил СССР»[4]
- Юбилейная медаль «70 лет Вооружённых Сил СССР» (1988)
- Медаль «200 лет Министерству обороны»[5]
- Медаль «За безупречную службу» I степени
- Медаль «За безупречную службу» II степени
- Медаль «За безупречную службу» III степени
- Медаль «Участнику контртеррористической операции на Кавказе»
- Знак отличия военнослужащих Северо-Кавказского военного округа «За службу на Кавказе» (2002)[6]
- Медаль «За ратную доблесть» (6.3.2002)

- Иностранные награды.

и др.